# Ozero Svjatoje (sjö i Belarus, Mahiljoŭs voblast, lat 53,86, long 30,32)
Ozero Svjatoje (ryska: Озеро Святое) är en sjö i Belarus.   Den ligger i voblasten Mahiljoŭs voblast, i den nordöstra delen av landet, 180 km öster om huvudstaden Minsk. Ozero Svjatoje ligger 143 meter över havet. Arean är 0,42 kvadratkilometer. Den sträcker sig 0,9 kilometer i nord-sydlig riktning, och 0,8 kilometer i öst-västlig riktning.
Runt Ozero Svjatoje är det i huvudsak tätbebyggt. Runt Ozero Svjatoje är det ganska tätbefolkat, med 192 invånare per kvadratkilometer.